# Едуард Вагнер
Едуард Вагнер (нім. Eduard Wagner; 1 квітня 1894, Кірхенламіц — 23 липня 1944, Цоссен) — німецький офіцер, генерал артилерії вермахту.

## Біографія
1 серпня 1912 року вступив в Баварську армію. Учасник Першої світової війни. Після демобілізації армії залишений в рейхсвері. З 26 серпня 1939 року — начальник штабу генерал-квартирмейстера Генштабу сухопутних військ Ойгена Мюллера. 1 жовтня 1940 року зайняв посаду Мюллера. 21 липня 1944 року відправлений в резерв ОКГ.
Вагнер був одним з організаторів Липневої змови, але безпосередньої участі в змові який не брав. Надав в розпорядження Клауса фон Штауффенберга особистий літак, що дозволило йому покинути Растенбург після вибуху. Після провалу спроби державного перевороту він боявся, що його заарештує гестапо, і що йому, можливо, доведеться видати інших змовників. Він наклав на себе руки, вистріливши собі в голову в полудень 23 липня 1944 року.

## Звання
- Фанен-юнкер (1 серпня 1912)
- Лейтенант (1 серпня 1914) — пізніше отримав новий патент від 20 жовтня 1912 року.
- Оберлейтенант (14 грудня 1917)
- Гауптман (1 листопада 1924)
- Майор (1 жовтня 1932)
- Оберстлейтенант (1 квітня 1935)
- Оберст (1 жовтня 1937)
- Генерал-майор (1 серпня 1940)
- Генерал-лейтенант (8 квітня 1942)
- Генерал артилерії (1 серпня 1943)

## Нагороди
- Залізний хрест 2-го і 1-го класу
- Орден «За заслуги» (Баварія) 4-го класу з мечами і короною
- Почесний хрест ветерана війни з мечами
- Медаль «За вислугу років у Вермахті» 4-го, 3-го, 2-го і 1-го класу (25 років)
- Застібка до Залізного хреста 2-го і 1-го класу
- Орден Хреста Свободи 1-го класу з мечами (Фінляндія)